# Faun-Ardèche Classic 2021
La 21.ª edición de la clásica ciclista Faun-Ardèche Classic fue una carrera en Francia que se celebró el 27 de febrero de 2021 sobre un recorrido de 171,3 kilómetros con inicio y final en el municipio de Guilherand-Granges en el departamento de Ardèche y la región Auvernia-Ródano-Alpes.
La carrera formó parte del UCI ProSeries 2021, calendario ciclístico mundial de segunda división, dentro de la categoría UCI 1.Pro y fue ganada por el francés David Gaudu del Groupama-FDJ. Completaron el podio, como segundo y tercer clasificado respectivamente, el también francés Clément Champoussin del AG2R Citroën y el británico Hugh Carthy del EF Education-NIPPO.

## Equipos participantes
Tomaron parte en la carrera 21 equipos: 11 de categoría UCI WorldTeam invitados por la organización, 7 de categoría UCI ProTeam y 3 de categoría Continental. Formaron así un pelotón de 144 ciclistas de los que acabaron 122. Los equipos participantes fueron:
| WorldTeams (11)- AG2R Citroën Team - Astana-Premier Tech - Cofidis - Deceuninck-Quick Step - EF Education-Nippo - Groupama-FDJ - Intermarché-Wanty-Gobert Matériaux - Israel Start-Up Nation - Qhubeka Assos - Trek-Segafredo - UAE Team Emirates ProTeams (7)- Alpecin-Fenix - B&B Hotels p/b KTM - Bingoal-WB - Caja Rural-Seguros RGA - Delko - Arkéa-Samsic - Total Direct Énergie Equipos continentales (3)- Saint Michel-Auber 93 - Swiss Racing - Xelliss-Roubaix Lille Métropole |
| |

## Clasificación final
- Las clasificaciones finalizaron de la siguiente forma:[3]

| \| Clasificación general \| Clasificación general \| Clasificación general \| Clasificación general \| Clasificación general \| \| Ciclista \| Ciclista \| Equipo \| Tiempo \| \| \| --------------------- \| ---------------------- \| --------------------- \| --------------------- \| --------------------- \| \| 1.º \| David Gaudu \| Groupama-FDJ \| 4 h 32 min 37 s \| \| \| 2.º \| Clément Champoussin \| AG2R Citroën Team \| + 0 s \| \| \| 3.º \| Hugh Carthy \| EF Education-Nippo \| + 11 s \| \| \| 4.º \| Mikkel Honoré \| Deceuninck-Quick Step \| + 28 s \| \| \| 5.º \| Dorian Godon \| AG2R Citroën Team \| + 40 s \| \| \| 6.º \| Aleksandr Vlásov \| Astana-Premier Tech \| + 40 s \| \| \| 7.º \| Aurélien Paret-Peintre \| AG2R Citroën Team \| + 42 s \| \| \| 8.º \| Thibaut Pinot \| Groupama-FDJ \| + 42 s \| \| \| 9.º \| Jonathan Hivert \| B&B Hotels p/b KTM \| + 46 s \| \| \| 10.º \| Quinn Simmons \| Trek-Segafredo \| + 46 s \| \| |                        |                       |                 |
| |                        |                       |                 |
| Fuente: ProCyclingStats |                        |                       |                 |
| Clasificación general |                        |                       |                 |
| Ciclista | Ciclista               | Equipo                | Tiempo          |
| 1.º | David Gaudu            | Groupama-FDJ          | 4 h 32 min 37 s |
| 2.º | Clément Champoussin    | AG2R Citroën Team     | + 0 s           |
| 3.º | Hugh Carthy            | EF Education-Nippo    | + 11 s          |
| 4.º | Mikkel Honoré          | Deceuninck-Quick Step | + 28 s          |
| 5.º | Dorian Godon           | AG2R Citroën Team     | + 40 s          |
| 6.º | Aleksandr Vlásov       | Astana-Premier Tech   | + 40 s          |
| 7.º | Aurélien Paret-Peintre | AG2R Citroën Team     | + 42 s          |
| 8.º | Thibaut Pinot          | Groupama-FDJ          | + 42 s          |
| 9.º | Jonathan Hivert        | B&B Hotels p/b KTM    | + 46 s          |
| 10.º | Quinn Simmons          | Trek-Segafredo        | + 46 s          |

## UCI World Ranking
La Faun-Ardèche Classic otorgó puntos para el UCI World Ranking para corredores de los equipos en las categorías UCI WorldTeam, UCI ProTeam y Continental. Las siguientes tablas son el baremo de puntuación y los 10 corredores que obtuvieron más puntos:
| Posición              | 1.º | 2.º | 3.º | 4.º | 5.º | 6.º | 7.º | 8.º | 9.º | 10.º | 11.º | 12.º | 13.º | 14.º | 15.º | 16.º-30.º | 31.º-40.º |
| Clasificación general | 200 | 150 | 125 | 100 | 85  | 70  | 60  | 50  | 40  | 35   | 30   | 25   | 20   | 15   | 10   | 5         | 3         |

| Clasificación |                        |                       |         |
| Posición      | Ciclista               | Equipo                | General |
| ------------- | ---------------------- | --------------------- | ------- |
| 1.º           | David Gaudu            | Groupama-FDJ          | 200     |
| 2.º           | Clément Champoussin    | AG2R Citroën          | 150     |
| 3.º           | Hugh Carthy            | EF Education-NIPPO    | 125     |
| 4.º           | Mikkel Honoré          | Deceuninck-Quick Step | 100     |
| 5.º           | Dorian Godon           | AG2R Citroën          | 85      |
| 6.º           | Aleksandr Vlasov       | Astana-Premier Tech   | 70      |
| 7.º           | Aurélien Paret-Peintre | AG2R Citroën          | 60      |
| 8.º           | Thibaut Pinot          | Groupama-FDJ          | 50      |
| 9.º           | Jonathan Hivert        | B&B Hotels p/b KTM    | 40      |
| 10.º          | Quinn Simmons          | Trek-Segafredo        | 35      |